# François Pelsaert

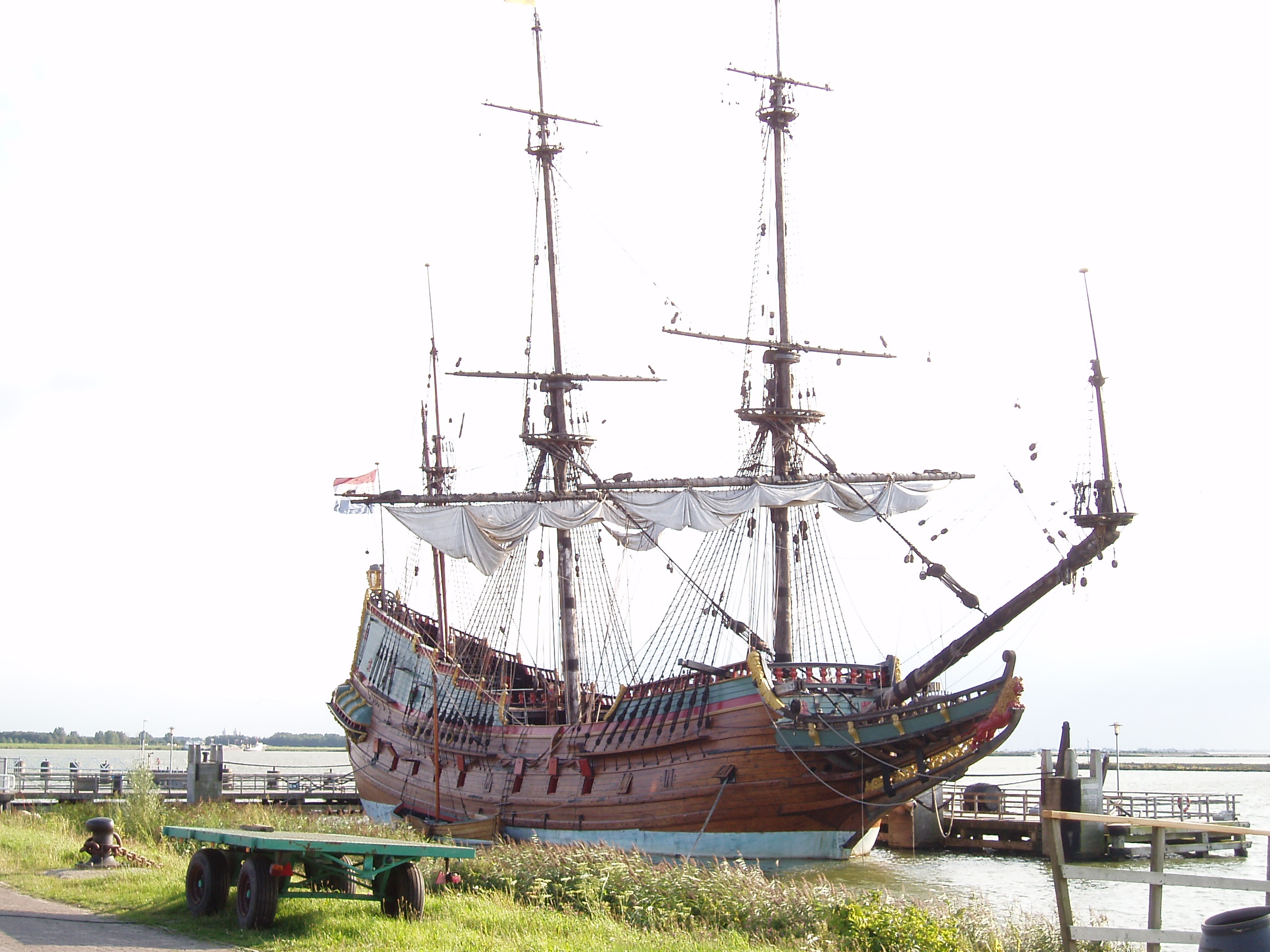
Réplique du Batavia

François ou Francesco Pelsaert (Anvers, vers 1591 - Batavia, 13 septembre 1630) est un navigateur et explorateur néerlandais.

## Biographie
Envoyé à Agra en Inde par la Compagnie néerlandaise des Indes orientales en 1618, il revient en Europe en 1628 pour prendre la direction d'une importante flotte marchande. Lui-même est à bord du Batavia, commandé par le capitaine Adrian Jacobszoon qu'il déteste depuis des années.
Lors d'une escale au Cap, la haine entre les deux hommes devient extrême et Jacobszoon s'allie avec le pilote Jeronimus Cornelisz contre lui. 

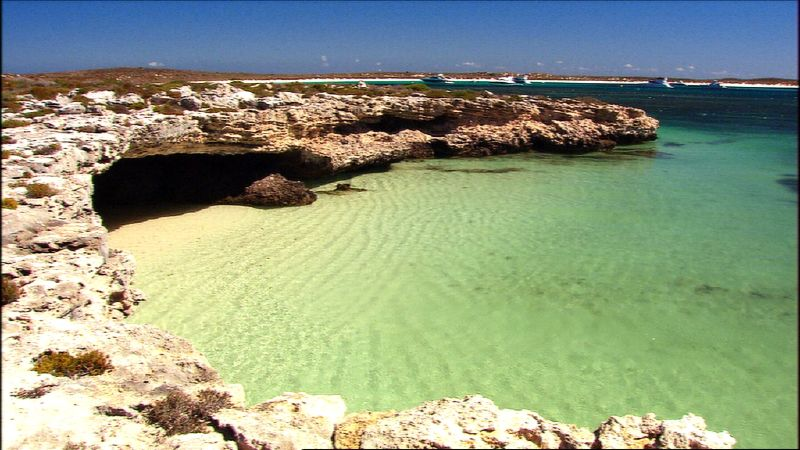
Une baie des Houtman Abrolhos

Après avoir été dévié par une tempête vers le cap des Aiguilles, il navigue dans l'Océan Indien puis fait naufrage en juin 1629 sur les Houtman Abrolhos, y perdant soixante-dix de ses hommes. Les survivants gagnent alors deux îles de l'archipel. Pelsaert finit par rejoindre Java en juillet où il cherche à fréter un navire de secours.
Pendant son absence, deux clans vont s'opposer. L'un, dirigé par Cornelisz, fait régner la terreur en torturant, démembrant, pendant ou noyant une centaine d'hommes parmi les survivants. Lorsque Pelsaert revient en octobre 1629, il parvient à joindre la faction loyaliste avec qui il capture, mutile et exécute Cornelisz et ses complices. Il abandonne aussi deux des mutins sur la côte australienne, ce qui fait d'eux les premiers résidents européens de l'Australie.
Malgré sa santé très dégradée, il participe encore en 1630 à une expédition à Sumatra et meurt peu après son retour en septembre 1630.
Le récit de son aventure a été publié en 1647-1648 à Amsterdam (Ongeluckige voyagie, van't schip Batavia, nae Oost-Indien), puis en 1696 en français sous le titre Très-humble remontrance que François Pelsart, principal facteur de la Compagnie hollandoise des Indes orientales, présente aux directeurs de cette mesme compagnie, sur le sujet de leur commerce en ces quartiers là, avec son advis de la manière dont ils le doivent continuer à l'advenir. Une adaptation en bande dessinée a vu le jour en 2022 sous le titre 1629.

## Hommage

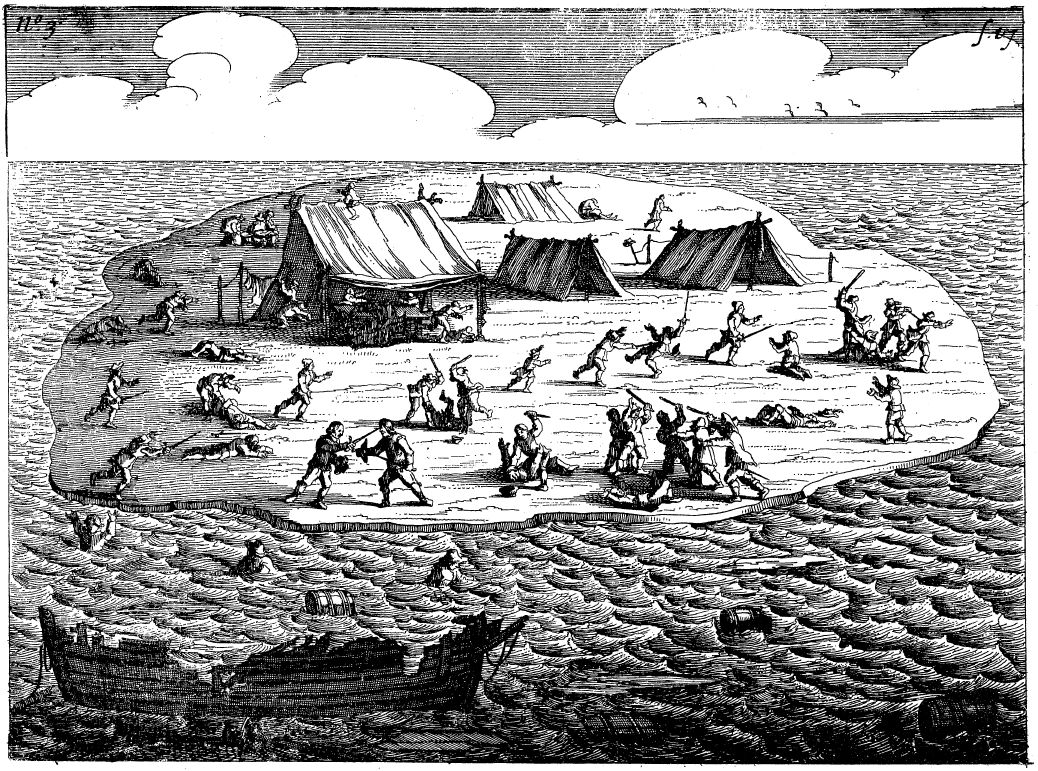
Gravure de 1647 représentant le massacre des survivants sur l'île Beacon

Un des groupes des Houtman Abrolhos, Pelsaert Group, dont une île, porte son nom.